# Spoorlijn Hamburg Hauptbahnhof - Hamburg-Altona
De spoorlijn Hamburg Hauptbahnhof - Hamburg-Altona is een Duitse spoorlijn en als spoorlijn 1240 onder beheer van DB Netze. De lijn is onderdeel van de S-Bahn van Hamburg.

## Geschiedenis
Het traject werd door de Hamburg-Altonaer Stadt- und Vorortbahn in 1893 geopend naast de reeds bestaande sporen van de lijn Berlijn - Hamburg. Tegelijkertijd werden alle sporen op een spoordijk gelegd om zo in ongelijkvloerse kruisingen met het stadsverkeer te voorzien. De bestaande vier kopstations, Klosterthor, Berliner Bahnhof, Hannoverscher Bahnhof en Lübecker Bahnhof werden vervangen door het nieuwe Hamburg Hauptbahnhof.

## Treindiensten
De Deutsche Bahn verzorgt het personenvervoer op dit traject met S-Bahn treinen.
| Serie | Treinsoort                          | Route | Bijzonderheden |
| ----- | ----------------------------------- | --- | --- |
|       | S-Bahn (DB Regio)                   | Poppenbüttel – Ohlsdorf – Barmbek – Berliner Tor – Hauptbahnhof – Dammtor – Altona – Blankenese                                                                          | Alleen tijdens de spits |
|       | S-Bahn (DB Regio)                   | Elbgaustraße – Eidelstedt – Dammtor – Hauptbahnhof – Berliner Tor – Bergedorf – Aumühle                                                                                  | |
|       | S-Bahn (DB Regio)                   | Altona – Dammtor – Hauptbahnhof – (Berliner Tor) Harburg – Harburg Rathaus – (Neugraben)                                                                                 | In de spits van/naar Neugraben. 's Avonds en in het weekend Altona-Berliner Tor.                                                     |
| A 1   | Regionalbahn/S-Bahn (AKN Eisenbahn) | Hamburg Hbf – Hamburg Dammtor – Hamburg-Eidelstedt – Hamburg-Schnelsen – Quickborn – Ulzburg Süd – Henstedt-Ulzburg – Kaltenkirchen (Holst) – Bad Bramstedt – Neumünster | HH-Eidelstedt - Kaltenkirchen elke 20 min., Kaltenkirchen - Neumünster 2x per uur in de spits, ma-vr 1x per dag van/naar Hamburg Hbf |

## Aansluitingen
In de volgende plaatsen is of was er een aansluiting op de volgende spoorlijnen:
Hamburg Hauptbahnhof
DB 1120, spoorlijn tussen Lübeck en Hamburg
DB 1241, spoorlijn tussen Hamburg Hauptbahnhof en Hamburg-Poppenbüttel
DB 1244, spoorlijn tussen Hamburg Hauptbahnhof en Aumühle
DB 1245, spoorlijn tussen de aansluiting Rothenburgsort en Hamburg Hauptbahnhof
DB 1250, spoorlijn tussen de aansluiting Norderelbbrücke en Hamburg Hauptbahnhof
DB 1270, spoorlijn tussen Hamburg Hauptbahnhof en Hamburg Diebsteich
DB 1271, spoorlijn tussen Hamburg Hauptbahnhof en Hamburg-Neugraben
DB 2200, spoorlijn tussen Wanne-Eickel en Hamburg
DB 6100, spoorlijn tussen Berlijn en Hamburg
Hamburg-Holstenstraße
DB 1225, spoorlijn tussen Hamburg-Holstenstraße en Pinneberg
Hamburg-Altona
DB 1220, spoorlijn tussen Hamburg-Altona en Kiel
DB 1222, spoorlijn tussen Hamburg-Altona Kai en Hamburg-Altona
DB 1224, spoorlijn tussen Hamburg-Altona en Hamburg-Blankenese
DB 1231, spoorlijn tussen Hamburg-Altona en Hamburg-Langenfeld
DB 1270, spoorlijn tussen Hamburg Hauptbahnhof en Hamburg Diebsteich
DB 6100, spoorlijn tussen Berlijn en Hamburg

## Elektrische tractie
Tussen 1907 en 1941 was het traject geëlektrificeerd via een bovenleiding met een spanning van 6.500 volt 25 Hz. Sinds 1941 is de lijn geëlektrificeerd door  een stroomrail met een spanning van 1200 volt.